# 부령 손씨
부령 손씨(扶寧孫氏)는 전북특별자치도 부안군을 본관으로 하는 한국의 성씨이다. 시조는 손순조(孫順祖)이며 경주 손씨에서 분관했다.

## 참고 자료
- “부령손씨(扶寧孫氏)”. 뿌리를 찾아서.[깨진 링크(과거 내용 찾기)]